# Гангеблов, Александр Семёнович
Александр Семёнович Гангеблов (Гангеблидзе) (1 (13) января 1801 — 14 (26) декабря 1891, село Богодаровка Верхнеднепровского уезда Екатеринославской губернии) — декабрист, родом из грузинских дворян, по указу Анны Иоанновны в 1739 году вызванных на русскую службу. Поручик лейб-гвардии Измайловского полка в 1825 году.

## Биография
Отец — генерал-майор Семён Георгиевич Гангеблов, мать — Екатерина Спиридоновна, урождённая княжна Манвелова, по отцу грузинка, по матери сербка из богатого рода Чорбы.
Учиться Александр начал в Одессе, в пансионе Вольсея, впоследствии преобразованном в Ришельевский лицей. Когда Семён Георгиевич был ранен под Бауценом, Государь осведомился, какой он хочет милости, и раненый просил об определении сына в Пажеский корпус. Так мальчик попал туда в 1814 году. В своих записках он характеризует корпус как учебное заведение неудовлетворительное и в воспитательном, и в образовательном отношениях: «Все учились не для того, чтобы что-нибудь знать, а для того только, чтобы выйти в офицеры», «об истории средних веков и новейшей мы и не слышали».
Дойдя до отделения камер-пажей, Гангеблов был назначаем к Императрице Марии Федоровне, и при дворе её в Павловске видел Жуковского, Карамзина и других знаменитостей, причем был под обаянием идеалов Жуковского. По желанию Великого Князя Николая Павловича, Гангеблов был выпущен офицером в Измайловский полк и вскоре попал с ним на стоянку в Белоруссию. Здесь он попал в компанию двух братьев Семёновых — Михаила и Николая, а также И. И. Богдановича (застрелившегося в день восстания 14 декабря 1825 года).
Впоследствии, привлеченный к делу декабристов, Гангеблов показывал, что первой причиной, побудившей его вступить в Северное тайное общество, была «неограниченная власть помещиков» и одно из главнейших следствий её — «бедственное состояние многочисленнейшего класса, коего очевидным свидетелем» был он в 1821 году в Белоруссии, «где помещики, дав полную волю поступкам евреев, не обращают ни малейшего внимания на нравственность крестьян, а между тем обращаются с ними жестоко, когда дело доходит до собственных выгод».
По возвращении под Петербург, в деревне Витине, где стоял 3-й батальон, Гангеблов продолжал чтение, увлекался, между прочим, Руссо и сошёлся с подпоручиком Лаппой. Лаппа ещё в 1817 году был принят в «карбонары» итальянцем-учителем Джили. В кружке Лаппы, Назимова и Семенова Гангеблов бывал и в Петербурге; друзья предполагали, между прочим, заняться всемирной историей, но на первом же собрании они «свернули на Риего, недавно повешенного в Испании, а затем и на другие подобные материи, и так протолковали допоздна. Следующее заседание прошло почти в таком же роде» (Риего был повешен 7 ноября 1823 года). Однако Гангеблов скоро отстал от кружка и с не меньшим увлечением предавался другим любимым занятиям — опере и посещениям Эрмитажа, а также и рассеянной жизни гвардейского офицера.
В апреле 1825 года он встретился с товарищем своим по Пажескому корпусу, Свистуновым, разговорился с ним и дал ему слово присоединиться к тайному обществу, не дождавшись даже подробных объяснений о целях общества. Плохо понимая живую французскую речь Свистунова, Гангеблов воображал, по его словам, что присоединяется к обществу масонов. Между тем и Лаппа предложил Гангеблову войти в тайное общество, но уже от Гангеблова не было скрыто о замыслах революционных и «истребления предержащей власти».
Это так поразило Гангеблова, что он заболел горячкой, а осенью его батальон выступил в Петергоф, где Гангеблов повёл прежний образ жизни, не заботясь о своих разговорах со Свистуновым и тем более с Лаппой, которому не давал никакого слова. В смутные дни он считал, что речь только о престолонаследии Константина. Но 23 декабря Гангеблов был арестован и после допроса Николаем Павловичем посажен в крепость. Допрашивавший Гангеблова Чернышёв уверил его, что против него дал показание и Лаппа; Гангеблов сознался тогда в знании умысла на Императорскую фамилию и принёс чистосердечное покаяние.
Гангеблов был приговорен к трехмесячному заключению в каземате с 13 июля 1826 года и к переводу тем же чином поручика из гвардии в гарнизон. Освобождённый 13 октября, Гангеблов немедленно едет на службу во Владикавказ. Здесь он назначается обычно в ординарцы или в конвой при проездах важных военных лиц: Дибича, Д. В. Давыдова и др. А. П. Ермолов, при своем проезде, признал здесь Гангеблова по сходству лица с его отцом и, обращаясь к присутствовавшим, сказал: «Вот какого написали в неспособные!».
Вскоре Гангеблов был прикомандирован к проходившему в Персию Кабардинскому пехотному полку. Он участвует в штурме Эривани; на стоянке в Делимане несколько раз был наряжаем в фуражировки по окружным деревням; по занятии Урмии несёт в ней в течение двух месяцев службу надзора за «диваном» при разбирательствах дел христиан. Из Урмии Гангеблов был переведён в Эривань плац-майором. По объявлении войны с Турцией Гангеблов просился в действующую армию и в ней был прикомандирован в пионерный батальон. При взятии Ахалциха в 1828 году он, рискуя жизнью вблизи бушевавшего пожара, извлёк из-под церкви приготовленные неприятелем для взрыва бочонки пороха. В кампанию следующего года Гангеблов участвовал при взятии города Олты.
На Кавказе Гангеблов имел неоднократно случай встречаться со своими бывшими товарищами по процессу 14 декабря, а в 1829 году видел в действующей армии Пушкина; об этом он рассказывает в записках своих. После Турецкой войны Гангеблов жил в Тифлисе, откуда был командирован с саперным (бывшим пионерным) батальоном на постройку крепости Новые Закаталы.
Здоровье его начало расстраиваться от тяжёлой походной жизни, и после прозрачного намека Паскевича, что бывшим декабристам никогда не выслужиться и лучше выходить в отставку, Гангеблов поспешил это сделать в 1832 году. Он вернулся в Верхнеднепровский уезд и с тех пор не выходил из сферы частной жизни, дожив до глубокой старости. В 1840—1880 годах Гангеблов жил в г. Верхнеднепровске Екатеринославской губернии.
Гангеблов умер в 1891 году, похоронен в селе Богодаровка (в 1926 году называлось Первомайское) Верхнеднепровского уезда Екатеринославской губернии.

## Память
Оставленные Гангебловым «Воспоминания» довольно подробно рисуют годы его учения в Пажеском корпусе, его службу в гвардии, историю его привлечения к делу декабристов, заключение в крепости и службу на Кавказе. Записки содержательны и написаны отличным литературным языком, показывающим, что Гангеблов в своем уединении не терял любви к литературе. Записки хотя и не без доли горечи, но с полным достоинством, искренностью и простотою вводят читателя в душевный мир человека, таланты которого были признаны ненужными родине за сомнительную вину молодости. Гангеблов составил также биографию своего отца.

## Сочинения
- С. Гангеблов. Воспоминания (недоступная ссылка)// Воспоминания декабриста Александра Семеновича Гангеблова. М., 1888 + Неизданное место из записок А. С. Гангеблова. Русский архив. 1906. Т. 3. С. 596—599